# Streptocaulus sinuosus
Streptocaulus sinuosus is een hydroïdpoliep uit de familie Aglaopheniidae. De poliep komt uit het geslacht Streptocaulus. Streptocaulus sinuosus werd in 1966 voor het eerst wetenschappelijk beschreven door Vervoort. 